# Satoshi Kukino
Satoshi Kukino (født 16. april 1987) er en japansk fodboldspiller.
Han har spillet for flere forskellige klubber i sin karriere, herunder Kawasaki Frontale, Yokohama FC, Tochigi SC og FC Machida Zelvia.